# Selliguéaine A
La selliguéaine A est une  propélargonidine, un type de tanin condensé. 
C'est une proanthocyanidine de type A trimérique découverte dans le rhizome de la fougère Selliguea feei collectée en Indonésie en 1993.
La selliguéaine A a un pouvoir sucrant 35 fois supérieur au saccharose quand comparé à une solution à 2 % w/v de saccharose. Cependant, à 0,5 % w/v un arrière-goût amer et astringent est présent.
La selliguéaine A a été trouvée dans le rhizome de cinq autres espèces de fougère de la famille des  Polypodiums.